# 왕릉
왕릉(王陵)은 군주·왕이 묻혀 있는 무덤이다. 산원(山園)이라고도 한다. 대한민국의 대표적인 왕릉은  유네스코가 세계문화유산으로 지정한 조선왕릉, 충남 공주시에 있는 무령왕릉, 경주시의 신라 고분군을 들 수 있다.
조선시대에는 소를 허가 없이 잡을 수 없었다. 하지만 능제(陵祭)를 지내는 왕릉 지역은 예외로 두었는데, 덕분에 부근 백성들은 소고기 요리를 마음껏 할 수 있었다. 오늘날 대한민국의 왕릉 부근에 소 갈비 음식점이 많은 이유는 이러한 풍습과 관련깊다.

## 같이 보기
- 조선왕릉